# Xenophallus umbratilis
La olomina (Xenophallus umbratilis) es una especie de pez actinopeterigio de agua dulce, la única del género monotípico Xenophallus de la familia de los poecílidos.

## Biología
Es un pez de pequeño tamaño con una longitud máxima de 4,5 cm. Cuerpo fino, translúcido y amarillento, base de los primeros radios dorsales con mancha negra, en los machos el borde posterior de la aleta dorsal es también negro y a veces el resto de la aleta es amarillo brillante, los machos y los jóvenes tienen de 5 a 10 barras negras en el lado que son difusas o ausentes en hembras.
Probablemente se reproduce durante todo el año, y después de 28 días de gestación nacen alrededor de 15 a 50 jóvenes. La madurez sexual se alcanza después de 3 a 4 meses.

## Distribución y hábitat
Se distribuye por ríos y lagos de América Central de Nicaragua y Costa Rica: en el lago Cocibolca, la cuenca atlántica del río Parismina y cuencia fluvial de la vertiente pacífica del río Tenorio. Habita aguas de todas las velocidades, entre 35 y 590 m de elevación, con temperaturas de 21 °C a 37 °C, donde vive en pequeños grupos en arroyos y a lo largo de las orillas de los ríos, donde se alimenta de detritos, algas filamentosas, insectos acuáticos y cieno.